# Adam Morrison
Adam John Morrison (Glendive, Montana, 19. srpnja 1984.) američki je profesionalni košarkaš. Igra na poziciji niskog krila, a trenutačno je član KK Crvena zvezda. Izabran je u 1. krugu (3. ukupno) NBA drafta 2006. od strane Charlotte Bobcatsa. 

## Karijera

### Sveučilište
Morrison je 2003. stigao na sveučilište Gonzaga. U svojoj freshman sezoni u prosjeku je postizao 11.4 poena, a Gonzaga je osvojila naslov regularnog dijela sezone West Coast konferencije (WCC). Izabran je u WCC All-Freshman momčad. U svojoj drugoj sezoni u prosjeku je postizao 19.0 poena po utakmici. Postigao je učinak sezone od 28 poena protiv San Francisca, uključujući pobjednički šut 0.6 sekundi prije kraja utakmice. Gonzaga je ponovo osvojila naslov regularnog dijela sezone West Coast konferencije (WCC). Morrison je uspio izboriti All-WCC prvu petorku, a osim toga po izboru časopisa Basketball Times izabran je u All-West Coast momčad. Na svojoj trećoj godini, Morrison je bio na prosjeku od 28.1 poena, 5.5 skokova i 1.8 asistencija za 36.5 minuta po utakmici. Bio je vodeći državni strijelac u sezoni 2005./06. 18. veljače 2006., Morrison je postigao učinak karijere od 44 poena (od toga 37 poena u drugom poluvrijemenu) u pobjedi protiv Loyle Marymount. Na kraju treće godine odlučio se je prijaviti na NBA draft. 

### NBA
Morrison je izabran kao treći izbor NBA drafta 2006. od strane Charlotte Bobcatsa. S Bobcatsima je potpisao dvogodišnji ugovor. U NBA ligi debitirao je s 14 poena, 3 skoka i 2 asistencije protiv Indiana Pacersa. Učinak karijere postigao je u prosincu 2006., kada je ponovo protiv Pacersa zabio 30 poena. Međutim, Morrison je tijekom sezone zbog slabe igre u obrani izgubio mjesto u početnoj petorci. 21. listopada 2007., Bobcatsi su izjavili da se Morrison teško ozljedio lijevo koljeno tijekom predsezonske utakmice protiv Lakersa, čuvajući Lukea Waltona. Nakon snimanja magnetskom rezonancijom Morrisonu je dijagnosticirana ozljeda prednjih križnih ligamenta (ACL). U studenome 2007. podvrgnut je operaciji koljena, a nakon operacije liječnici su izjavili da će zbog ozljede propustiti cijelu NBA sezonu 2007./08. 
7. veljače 2009., Morrison je zajedno sa Shannonom Brownom zamijenjen u Los Angeles Lakerse, dok je Bobcatse stigao Vladimir Radmanović.

## Diabetes
Morrison je imao 14 godina kada mu je dijagnosticiran dijabetes tipa 1.  Kao i svi dijabetičar, Morrison mora uzimati inzulin, paziti što jede i redovito mjeriti šećer kako bi ga održao u optimalnom rasponu i izbjegao komplikacije. Morrison u slobodno vrijeme nosi pumpicu, ali je skida prije utakmice. Svaki puta za vrijeme pauze u utakmici mjeri razinu šećera i uzima dozu inzulina ako je potrebno.

## Američka reprezentacija
Bio je uvršten na širi popis reprezentativaca američke reprezentacije koja je sudjelovala na Svjetskom prvenstvu u Japanu 2006. godine.

## NBA statistika

#### Regularni dio
| Godina    | Klub        | Odig. uta. | Uta. poč. | Min. | 2P%  | 3P%  | Sl. bac.% | Skok. | Asist. | Ukr. lop. | Blok. | Poena |
| --------- | ----------- | ---------- | --------- | ---- | ---- | ---- | --------- | ----- | ------ | --------- | ----- | ----- |
| 2006./07. | Charlotte   | 78         | 23        | 29.8 | .376 | .337 | .710      | 2.9   | 2.1    | .4        | .1    | 11.8  |
| 2008./09. | Charlotte   | 44         | 5         | 15.2 | .360 | .337 | .762      | 1.6   | 0.9    | 0.2       | 0.1   | 4.5   |
| 2008./09. | L.A. Lakers | 8          | 0         | 5.5  | .333 | .250 | .500      | 1.0   | 0.4    | .0        | .0    | 1.3   |
| Ukupno    |             | 130        | 28        | 23.4 | .373 | .336 | .714      | 2.4   | 1.6    | .3        | .0    | 8.7   |

## Vanjske poveznice
- Profil na NBA.com
- Profil  Arhivirana inačica izvorne stranice od 16. travnja 2009. (Wayback Machine) na Basketball-Reference.com
- Profil na ESPN.com